# Il diario del vampiro - L'alba
Il diario del vampiro - L'alba è il 10º libro della saga di Il diario del vampiro di Lisa J. Smith, pubblicato il 15 marzo 2011 negli Stati Uniti e il 12 gennaio 2012 in italiano. È la seconda parte di The Vampire Diaries. The Return: Midnight.

## Trama
Stefan, Elena, Meredith la signora Flowers recuperano Matt dal processo per lo stupro di Caroline, svelando la vera identità della ragazza che si trasforma in un lupo. Al pensionato della signora Flowers, Shinichi e poi Misao fanno credere al gruppo di essere Stefan, per sapere dove si trova la sfera stellata della kitsune, ma vengono imprigionati nella dispensa sotterranea. Shinichi riesce ad uscire e a distruggere l'edificio con i malach. Mentre Meredith, Matt e la signora Flowers si rifugiano a casa di Matt, Stefan ed Elena decidono di recarsi nella Dimensione Oscura, da Damon e Bonnie. Qui, grazie ad una premonizione della strega, il gruppo parte per la Guardiola dei Sette Tesori, dove si trova un'enorme sfera stellata il cui potere potrebbe salvare Fell's Church. In città, nel frattempo, Meredith scopre che i due gemelli kitsune sono solo pedine nelle mani di Inari, dea volpe che conoscono sotto le mentite spoglie di nonna Saitou, che fino a quel momento li aveva sempre aiutati. Nella Dimensione Oscura, Stefan, Damon, Bonnie ed Elena raggiungono il Mondo Sotterraneo, superando due prove: la prima è attraversare una lunga distesa di ghiaccio che ricopre il Lago Specchio Argentato della Morte, mentre la seconda è attraversare uno strapiombo camminando su un ponte instabile. Arrivati al castello della Guardiola, trovano Sage che spiega al gruppo che possono attraversare solo una delle porte che porta ai sette tesori kitsune. Scelta la porta dietro la quale credono si trovi la sfera, la varcano, incamminandosi attraverso una distesa coperta dall'ombra di un albero magico, il Grande Albero. Durante il cammino, incontrano di nuovo Shinichi che, dopo una lotta con Damon e Stefan, confessa di essersi pentito di aver servito Inari e muore. Anche Misao perde la vita poiché, ormai troppo debole, è stata assorbita dal fratello. Il gruppo trova la potente sfera stellata ai piedi dell'albero, mentre a Fell's Church, la signora Flowers, Meredith e Matt affrontano Inari. Bonnie cerca di prendere la sfera, ma l'albero le scaglia contro dei neri rami ricurvi. Per salvarla, Damon si lancia su di lei, venendo trafitto al cuore. Il vampiro, morente, confessa il suo amore per Elena la quale, disperata, cerca di mantenerlo in vita con il proprio sangue. Non riuscendoci, la ragazza, distrutta, utilizza le Ali della Distruzione, che polverizzano l'albero e la sfera stellata, causando la morte di Inari e la salvezza di Fell's Church. Sage mette in salvo il trio e spiega che potrebbero contrattare per la salvezza di Damon alla Corte Celestiale, offrendo i tesori kitsune alle tre regine. Dopo aver rubato alcuni tesori, i quattro vengono scortati alla Corte delle Guardiane: parlando con loro, Elena scopre che hanno causato la morte dei suoi genitori mentre tentavano di ucciderla per arruolarla tra le Guardiane. Furiosa, pretende che le regine riportino Fell's Church alla normalità e Damon in vita in cambio dei tesori. Le tre regine sono disposte ad esaudire le sue richieste, ma non a resuscitare Damon, perché i vampiri non hanno un'anima. Elena cerca quindi di distruggere la Corte Celestiale con il potere delle proprie Ali, ma viene fermata da una Guardiana e, su ordine delle regine, viene privata della maggior parte suoi Poteri, tra cui quelli delle Ali. Rassegnata, accetta l'offerta delle tre sovrane e se ne va, tornando a Fell's Church con Bonnie e Stefan. Mentre Elena si risveglia in camera sua, a casa di zia Judith, sulla luna più piccola del mondo sotterraneo, dove si trovava l'albero ormai distrutto, Damon si risveglia a nuova vita, grazie alle gocce di Potere della sfera stellata che piovono su di lui.

## Edizioni
- Lisa Jane Smith, Il diario del vampiro. L'alba, Nuova Narrativa Newton, 2012,  pp. 240 pagine, ISBN 978-88-541-3518-5.
- Lisa Jane Smith, Il diario del vampiro. L'ombra del male - Mezzanotte - L'alba, Grandi Tascabili Contemporanei, 2013,  pp. 544 pagine, ISBN 978-88-541-5036-2.
- Lisa Jane Smith, Il diario del vampiro. 10 romanzi in 1, I Superinsuperabili, 2013,  pp. 1472 pagine, ISBN 978-88-541-5516-9.
- Lisa Jane Smith, Il diario del vampiro. L'alba, Newton Compton collana King, 19 luglio 2018, pp. 250 pagine, ISBN 978-8822717825